# Malinovo
Malinovo (slowakisch 1927 bis 1946 „Eberhard“ – bis 1927 „Eberhardt“; deutsch Eberhardt, ungarisch Éberhárd) ist eine Gemeinde mit 4146 Einwohnern (Stand 31. Dezember 2024) im Okres Senec des Bratislavský kraj bei Bratislava in der Südwestslowakei.

## Geographie
Die Gemeinde befindet sich im westlichen Teil der ebenen Großen Schüttinsel (Teil von Donautiefland) am rechten Ufer der Kleinen Donau. Das Ortszentrum liegt auf einer Höhe von 128 m n.m. und ist 15 Kilometer von der Hauptstadt Bratislava nach Westen sowie 16 Kilometer von Senec nach Nordosten entfernt.
Malinovo gliedert sich in Katastralgemeinden Malinovo und Patov (als Exklave weiter südlich).
Nachbargemeinden sind Ivanka pri Dunaji im Norden, Bernolákovo im Nordosten, Tomášov im Osten und Südosten, Most pri Bratislave (Katastralgemeinden Studené und Most pri Bratislave) im Süden und Südwesten sowie Zálesie im Westen und Nordwesten. Die Katastralgemeinde Patov grenzt zudem an die Gemeinde Štvrtok na Ostrove.

## Geschichte
Der Ort wurde zum ersten Mal 1209 als Yberhart erwähnt, wo der Name sich vom deutschen Familiennamen Eberhard herleitet. Eberhardt war bis zum Ende des 15. Jahrhunderts das Gut der Grafen von St. Georgen und Bösing. Im 14. Jahrhundert wurde hier eine Wasserburg (im 17. Jh. zum Landschloss umgebaut) erbaut, die zum Schutz der Furt und später der Brücke über die Kleine Donau diente.

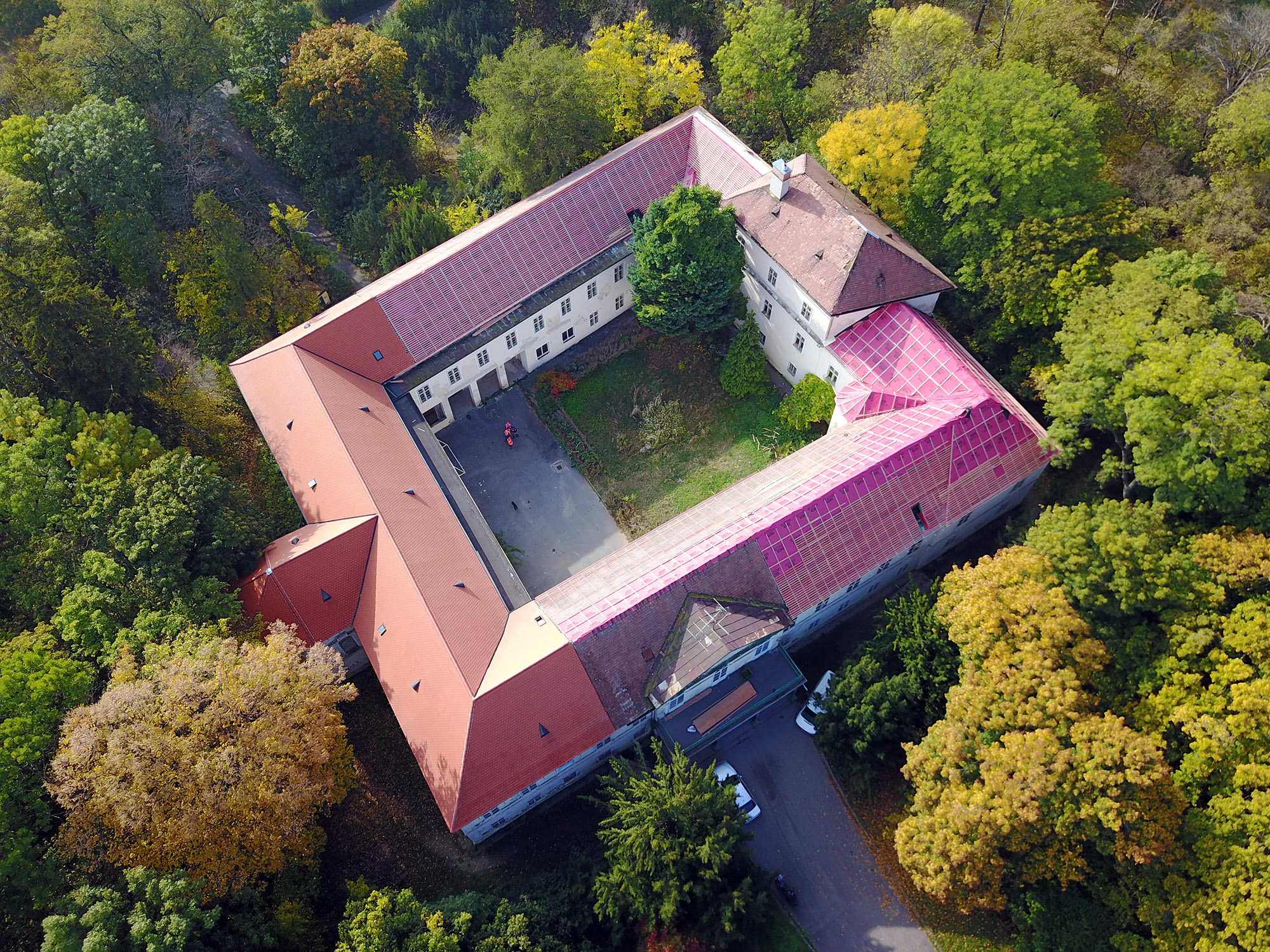
Schloss Malinovo (Eberhard)

Der Ort war vom 13. bis ins 16. Jahrhundert mehrheitlich von Deutschen bewohnt. Im 16. Jahrhundert wurde das Gut im fast verwüsteten Dorf aufgeteilt und aus Teilen des alten Herrschaftsguts entstand das Gut von Eberhardt. In den folgenden Jahrhunderten gehörte das Dorf den Pálffys, dem Bischof Georg Szelepcsényi, den Familien Balassa, Serényi, Jeszenák und schließlich Apponyi. 1715 wohnten 11 Steuerzahler im Ort, 1828 zählte man 70 Häuser und 507 Einwohner.
Bis 1918/1919 gehörte der Ort im Komitat Pressburg zum Königreich Ungarn und kam danach zur neu entstandenen Tschechoslowakei. Auf Grund des Ersten Wiener Schiedsspruches gehörte die Gemeinde 1938–45 noch einmal zu Ungarn. In den Jahren 1946–48 kam es zu einem Bevölkerungsaustausch zwischen der Tschechoslowakei und Ungarn, wodurch einige ungarische Einwohner nach Ungarn umzogen, während slowakische Familien aus Ungarn nach Eberhardt kamen. In dieser Zeit wurde der Ort aus nationalpolitischen Gründen auch aus dem deutschen Eberhardt ins Slowakische Malinovo umbenannt. Namenspate war der sowjetische Marschall Rodion Jakowlewitsch Malinowski, der Name kann aber auch mit „Himbeerendorf“ (Malina = Himbeere) übersetzt werden.

## Bevölkerung
| Jahr                | 1994 | 2004     | 2014     | 2024     |
| ------------------- | ---- | -------- | -------- | -------- |
| Anzahl der Personen | 1257 | 1401     | 2520     | 4146     |
| Unterschied         |      | +11,45 % | +79,87 % | +64,52 % |

| Jahr                | 2023 | 2024    |
| ------------------- | ---- | ------- |
| Anzahl der Personen | 4133 | 4146    |
| Unterschied         |      | +0,31 % |

Nach der Volkszählung 2011 wohnten in Malinovo 1861 Einwohner, davon 1158 Slowaken, 625 Magyaren, 13 Tschechen, drei Russinen, jeweils zwei Bulgaren, Juden und Roma sowie jeweils ein  Deutscher, Kroate, Mährer, Serbe und Ukrainer. 22 Einwohner gaben eine andere Ethnie an und 29 Einwohner machten keine Angabe zur Ethnie.
1318 Einwohner bekannten sich zur römisch-katholischen Kirche, 57 Einwohner zur Evangelischen Kirche A. B., neun Einwohner zur evangelisch-methodistischen Kirche, sieben Einwohner zur reformierten Kirche, jeweils sechs Einwohner zu den christlichen Gemeinden und zur griechisch-katholischen Kirche, jeweils drei Einwohner zu den Baptisten und zu den Zeugen Jehovas, zwei Einwohner zur tschechoslowakischen hussitischen Kirche sowie jeweils ein Einwohner zu den Mormonen, zur apostolischen Kirche, zur Brüderbewegung, zur jüdischen Gemeinde und zur orthodoxen Kirche. 14 Einwohner bekannten sich zu einer anderen Konfession, 336 Einwohner waren konfessionslos und bei 95 Einwohnern wurde die Konfession nicht ermittelt.
Laut der Volkszählung 2001 war Malinovo auf ethnischer Ebene noch fast gleich zweigeteilt: von 1349 Einwohnern waren 50,6 % Ungarn, 47,4 % Slowaken und 0,7 % Tschechen. Nach der Religion sind 84,5 % der Einwohner katholisch, 7,8 % machten keine Angabe und 2,9 % gaben seine Konfession als evangelisch an.

## Bauwerke und Denkmäler
- Schloss Malinovo (Eberhard) aus dem letzten Drittel des 17. Jahrhunderts, das durch den Umbau einer mittelalterlichen Wasserburg entstand, im 19. Jahrhundert erhielt es nach einer Neugestaltung im Stil des Klassizismus sein heutiges Aussehen. In das Schloss wurde die Kapelle aus der Zeit gegen 1677 eingebaut. Das Schlossareal steht inmitten eines englischen Parks.
- römisch-katholische Georgskirche im neogotischen Stil aus den Jahren 1869–1872
- Glockenturm am Dorfplatz aus dem Jahr 1862

## Verkehr
Durch Malinovo führt die Cesta II. triedy 510 („Straße 2. Ordnung“) von Most pri Bratislave nach Jelka und Sládkovičovo, im Ort beginnt zudem die Cesta III. triedy 1041 („Straße 3. Ordnung“) nach Zálesie und Ivanka pri Dunaji. Durch mehrere Haltestelle ist die Gemeinde an das regionale Busnetz angeschlossen. Direkten Bahnanschluss gibt es keinen.